# Plaza Mayor de Madrid

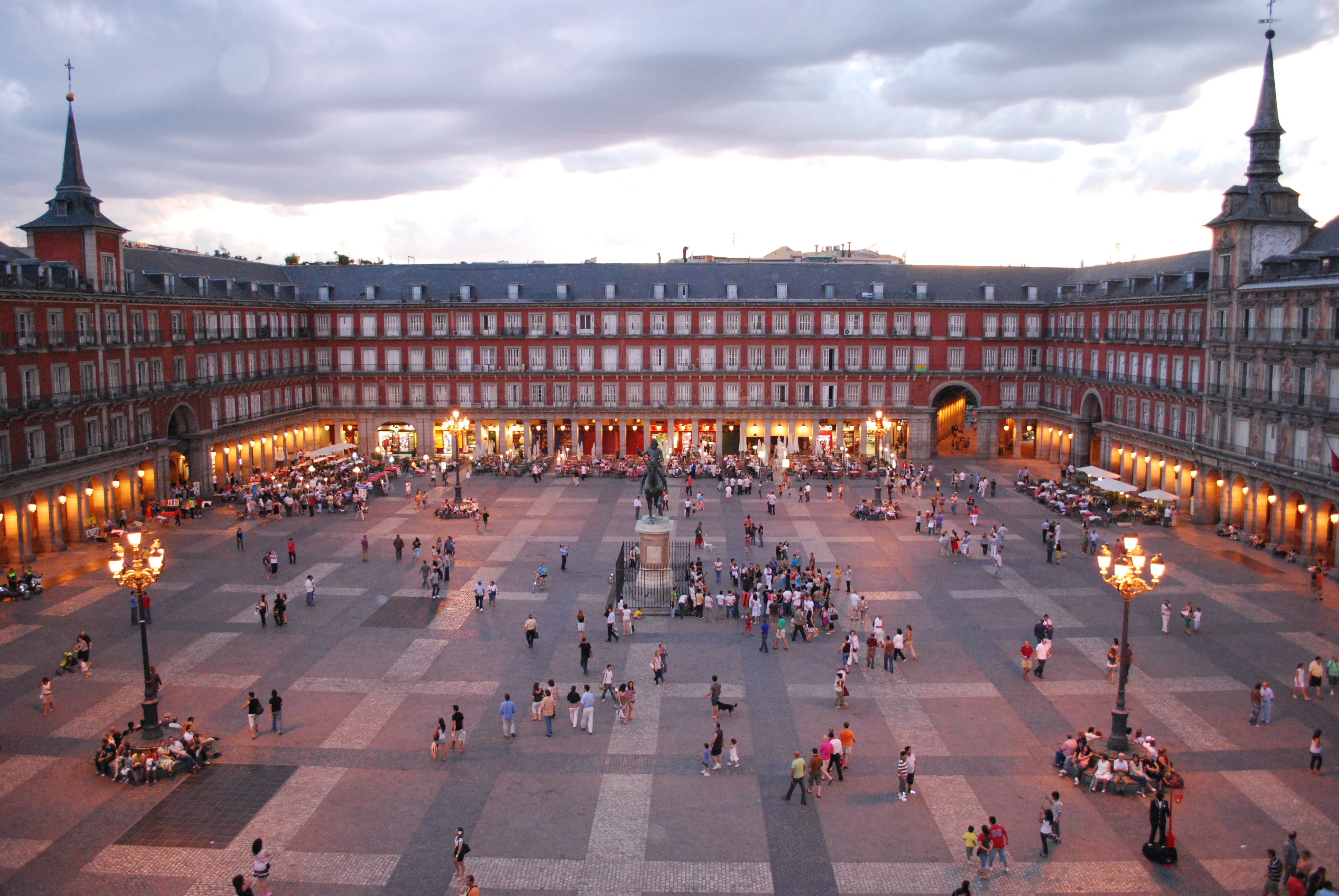
Skymning vid Plaza Mayor i Madrid.

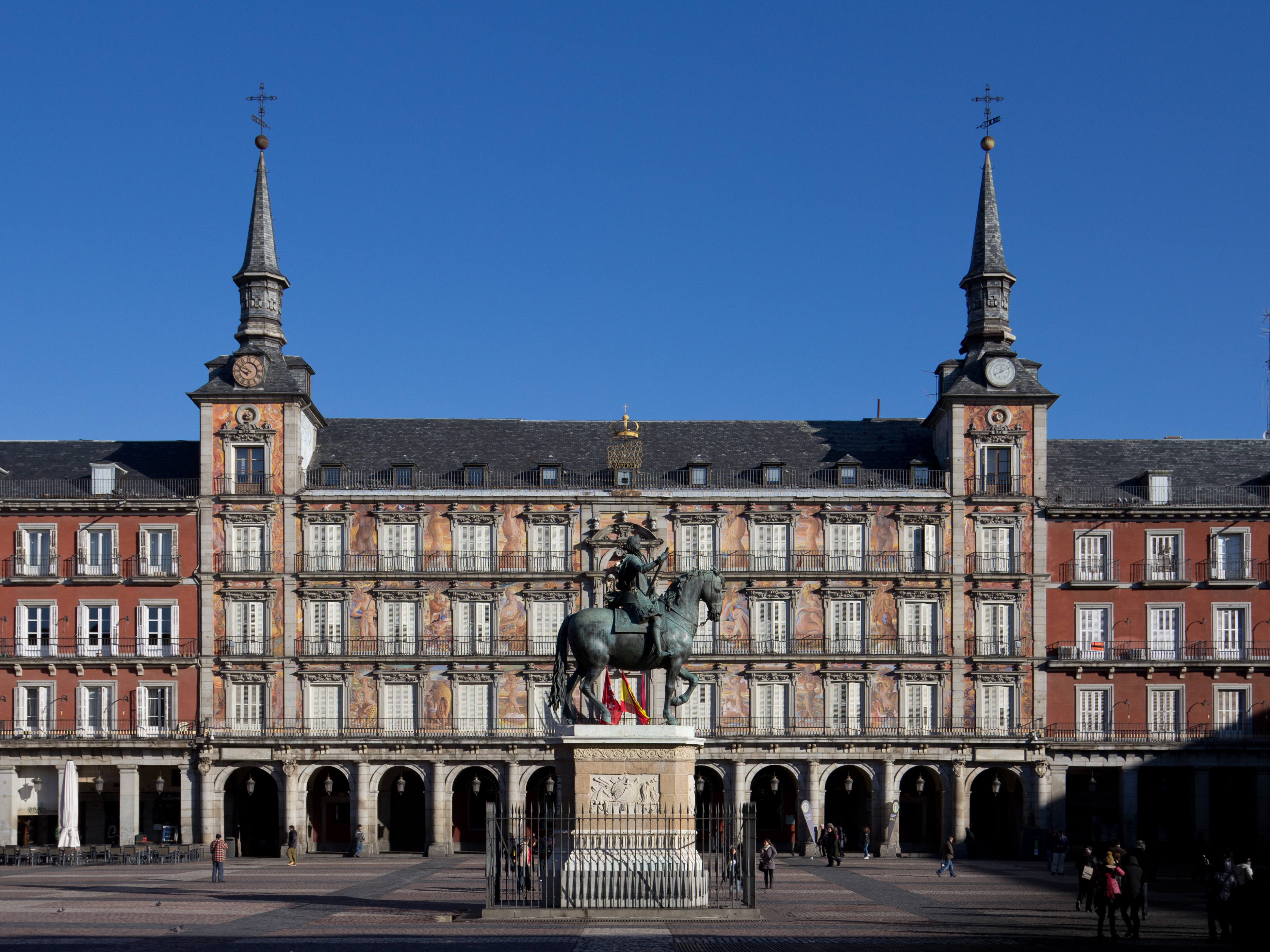
Casa de la Panadería, vid Plaza Mayor.

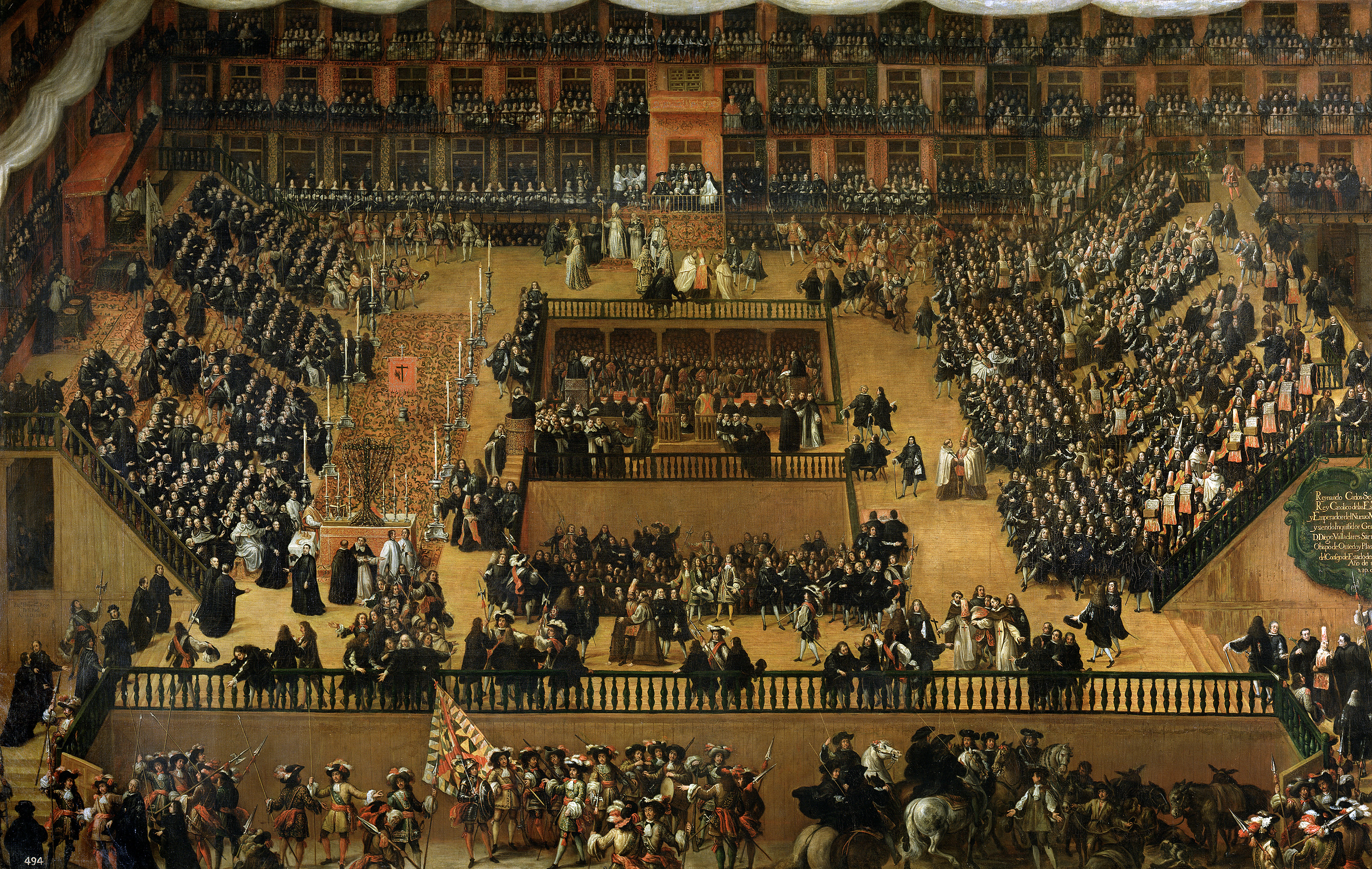
Auto de fe, målning av Francisco Ricci, 1683. Scen från Plaza Mayor under Inkvisitionen.

Plaza Mayor de Madrid (Spanien) är ett torg i centrum av Madrid, i närheten av Puerta del Sol och Plaza de la Villa och intill calle Mayor.

## Historia
Torgets historia sträcker sig tillbaka till 1400-talet, då en marknad känd som Plaza del Arrabal hölls i korsningen mellan vägarna (idag gator) Toledo och Atocha. Ett första magasin med arkader byggdes för att reglera handeln på platsen.
År 1580, efter att hovet hade flyttat till Madrid 1561, gav Filip II arkitekten Juan de Herrera i uppdrag att bygga om platsen. Samma år revs husen i kvarteret vid det gamla torget. Byggandet av det första huset enligt de Herreras plan, la Casa de la Panadería, började 1590 under ledning av Diego Sillero, på platsen för den gamla magasinet.  År 1617 gav Filip III uppdraget att slutföra arbetena till Juan Gómez de Mora, och torget färdigställdes 1619.
Plaza Mayor har utsatts för tre olika bränder. Den första ägde rum 1631 och Juan Gómez de Mora fick därefter uppdraget att rekonstruera torget. Andra gången det brann var 1670 och det blev då arkitekten Tomás Román som tog hand om rekonstruktionen. Den sista branden, som förstörde en tredjedel av torget, ägde rum 1790 och den som ledde släckningsarbetena var Sabatini. Rekonstruktionen gjordes sedan av Juan de Villanueva, som sänkte höjden på de omgivande husen från fem till tre våningar, stängde vägarna i hörnen och byggde stora portaler för in- och utpassagen. Rekonstruktionsarbetena förlängdes till 1854 och arbetet fortsatte efter Villanuevas död av hans elever Antonio López Aguado och Custodio Moreno.
År 1848 placerades en ryttarstatyn av Filip III i mitten av torget, en skapelse av Juan de Bolonia och Pietro Tacca som dateras till 1616.
År 1880 restaurerades Casa de la Panadería och Joaquín María de la Vega ledde projektet. År 1921 byggdes lantgården om, ett arbete som leddes av José Luis Oriol. År 1935 gjordes ytterligare en reform under ledning av Fernando García de Mercadal. Under 1960-talet genomfördes en allmän restaurering, den omgivande trafiken togs bort och en parkering byggdes under torget. Sista verket på Plaza Mayor, färdigställt 1992, består av en muralmålning av Carlos Franco på Casa de la Panadería, som visar mytologiska personer som gudinnan Cibeles.

### Torgets namn
Torgets första namn, när det låg utanför den medeltida muren, var Plaza del Arrabal. Torget övergick sedan till att bli centrum för de nya kvarteren när staden byggdes ut mot öster under Juan II av Kastiliens regering.
År 1812, då enligt ett dekret alla "plazas mayores" i Spanien skulle ändra namn till Plaza de la Constitución, bytte det namn, men det varade bara till 1814 då det övergick till att kallas Plaza Real. Det återtog namnet Plaza de la Constitución under perioderna 1820–1823, från 1833–1835 och 1840–1843.
År 1873 bytte torget namn till Plaza de la República och efter restaurationen under Alfons XII 1876 en andra gång till Plaza de la Constitución fram till diktaturen under Primo de Rivera 1923. Efter proklamationen av den Andra spanska republiken återgick man till att kalla torget Plaza de la Constitución. Detta namnet bestod fram till slutet av Spanska inbördeskriget då man återtog det folkliga namnet Plaza Mayor, ett namn som det har behållit.

## Beskrivning

### El Arco de Cuchilleros

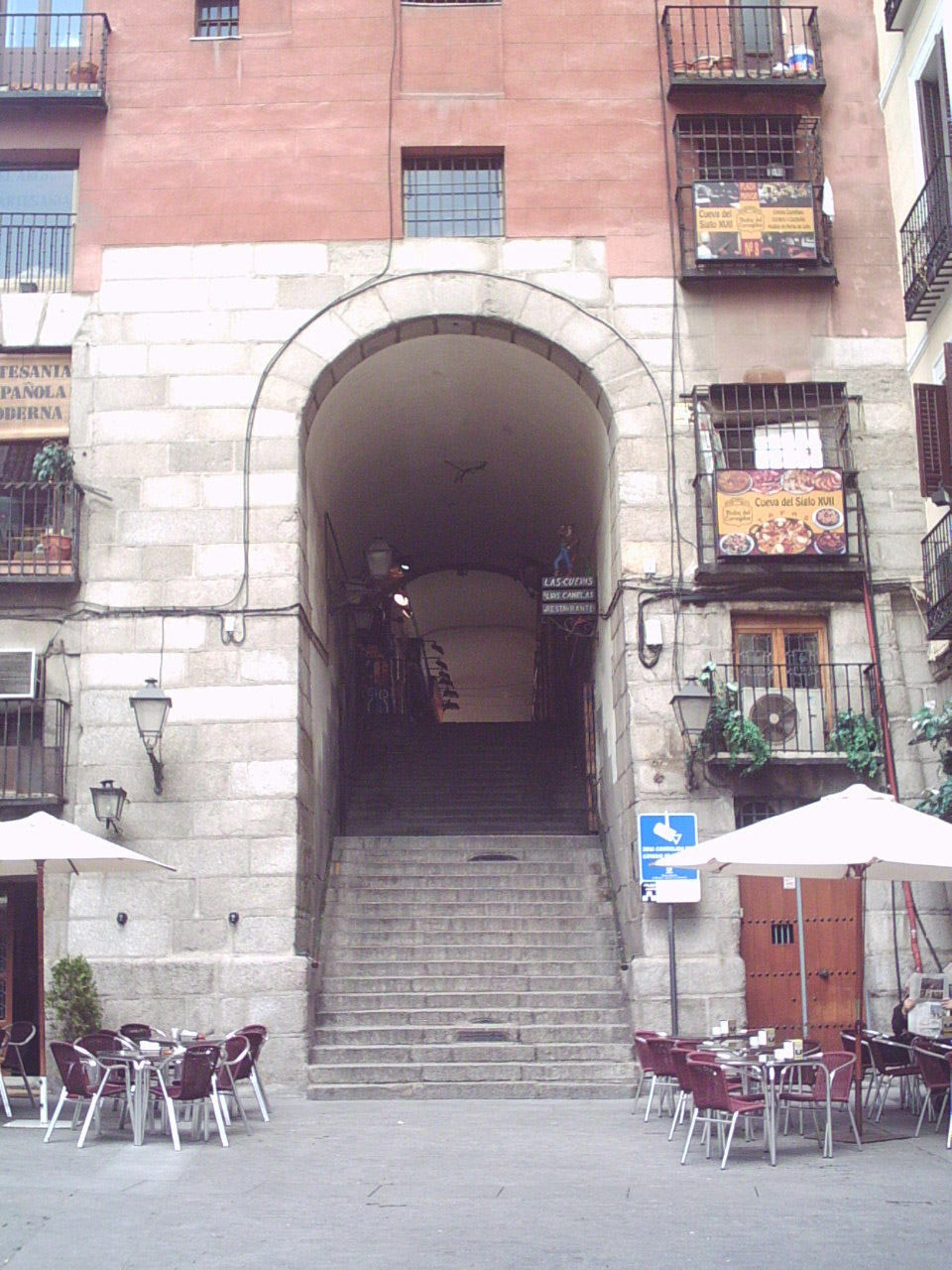
Arco de Cuchilleros.

Arco de Cuchilleros är den mest kända av de nio portaler som leder in till Plaza Mayor de Madrid. Den ligger i sydvästra hörnet av torget. Den ansenliga höjden på portalen beror på den stora nivåskillnad som är mellan Plaza Mayor och la Cava de San Miguel.
El arco de Cuchilleros är ett verk av Juan de Villanueva, som efter branden 1790, helt stängde torget och öppnade en serie portaler för in- och utpassage.
Ursprunget till namnet är calle de Cuchilleros där utgången är, och där tidigare fanns knivtillverkning och knivsliperier. Knivskrået skötte om de nödvändiga verktygen för slaktarna som höll till vid torget.
Nu för tiden är Plaza Mayor och porten och gatan calle de Cuchilleros framträdande turistmål i den spanska huvudstaden, där man hittar ett stort urval av restauranger och typiska barer. Bland dessa kan nämnas restaurangen Sobrino de Botín, som är upptagen i Guinness Rekordbok som världens äldsta restaurang. Den grundades 1725.

### Fasaderna runt torget
Torget är rektangulärt och med måtten 129 meter långt och 94 meter brett. Husen är försedda med arkader och torget är helt inneslutet av bostadshus i tre våningar, med 237 balkonger totalt som  vetter mot torget. Det finns nio portar, av vilka Arco de Cuchilleros är den mest kända, i sydvästra hörnet av torget. I mitten av torgets norra sida reser sig Casa de la Panadería och mittemot på den södra sidan Casa de la Carnicería. Torget är en viktig punkt för turistnäringen och ett stort antal restauranger är inhysta i arkaderna, liksom även butiker för filatelister och numismatiker.

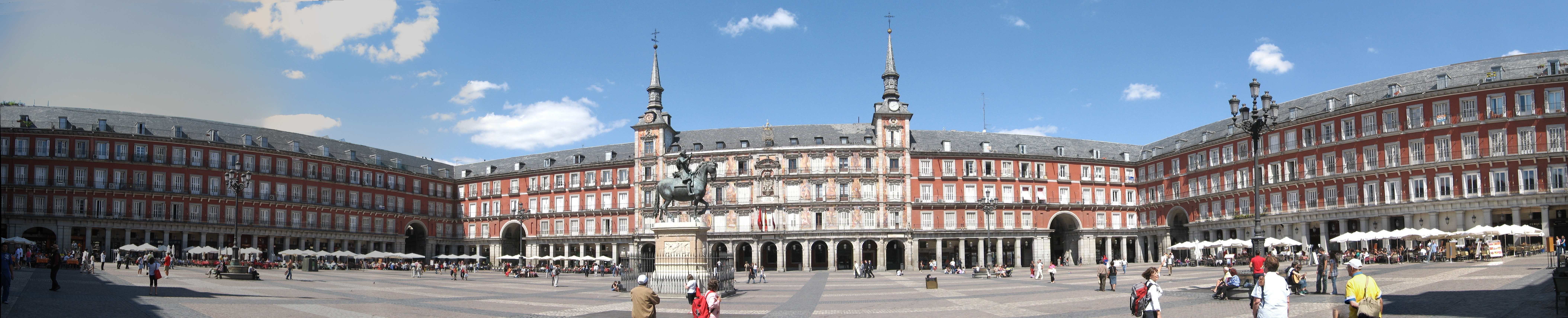
Panorama över Plaza Mayor. I mitten, la Casa de la Panadería.

### Ryttarstatyn av Filip III

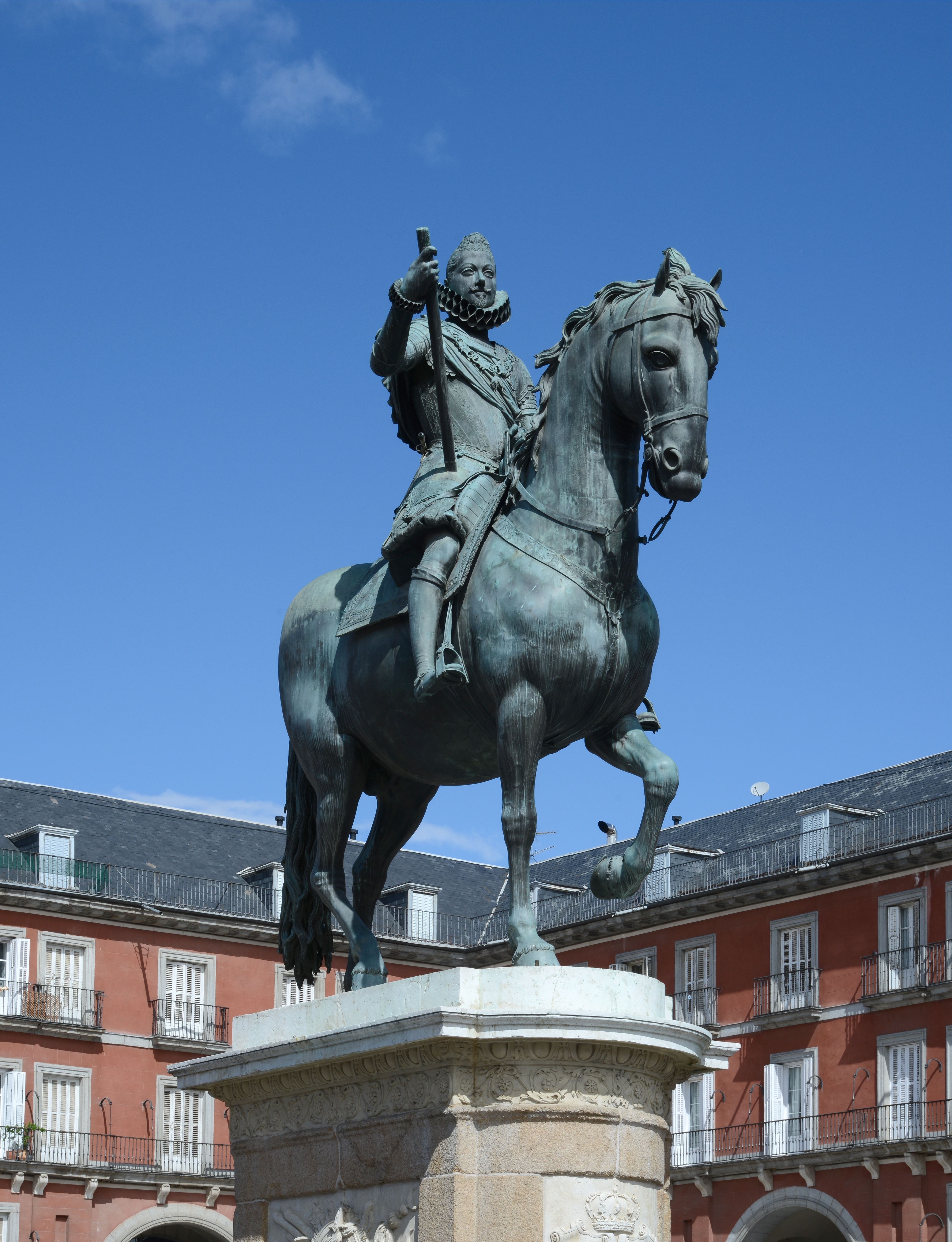
Ryttarstatyn av Filip III av Spanien.

Ryttarstatyn av Filip III som står i mitten av Plaza Mayor påbörjades av den italienske skulptören Juan de Bolonia (Giambologna) och slutfördes av hans elev Pietro Tacca 1616. Statyn gavs till den spanske kungen av den dåvarande Storhertigen av Florens, och var ursprungligen placerad på Casa de Campo.
1848 gav drottning Isabella II order om att statyn skulle flytta till sin nuvarande plats på torget.

## Användning
Plaza Mayor förvandlades efter sin invigning, inte bara till den viktigaste marknadsplatsen i staden, såväl för matförsörjning (leverera genom det stora antalet tablajeros övervakade av Repeso) som för andra varuslag (som installerade sig i den viktigaste arkaderna för skrået. Torget var också scenen för många publika föreställningar som tjurfäktningar, autos de fe (den uppmärksammade 1680 blev odödliggjord genom målaren Francisco Ricci) och allmänna avrättningar. Schavotten ställdes framför brödbutikerna om straffet var garottering, framför Casa de la Panadería, om det var fråga om hängning, och framför Casa de la Carnicería, om det var avrättning med bila. På Plaza Mayor firade man också heligförklaringen av San Isidro, Madrids skyddshelgon.
Plaza Mayor är numera ett viktigt turistmål som besöks av tusentals turister varje år. I de små affärer som ligger i arkaderna finns ett överflöd av restauranger, som bygger terrasser vid torgets arkader. Det är också en plats som används flitigt för festivaler och konserter som man erbjuder madridborna gratis under San Isidro-festen.
Under december månad firas den traditionella julmarknaden, en tradition som började 1860.
På morgonen varje söndag och helgdag hålls marknad för filatelister och numismatiker.

## Framträdanden i konsten och kulturen

### Teater
- Den 16 december 1884 hade ett folklustspel av Ramón de Marsal premiär på Madrids teater med titeln «La Plaza Mayor el día de Noche Buena» vars händelser utspelas på torget.